# Dekanat Tarnopol
Dekanat Tarnopol – został ponownie utworzony w 1992 roku, obecnie jest jednym z 12 dekanatów katolickich w archidiecezji lwowskiej na Ukrainie. Na terenie dekanatu obecnie jest 12 kapłanów i 29 parafii (19 parafii nie posiada kapłana, ale w opisie dekanatu są to parafie z przynależnością posługi).

## Historia

### Dziekani
- Antoni Ratuszny, kanonik honorowy, proboszcz w Tarnopolu, w 1928[3]

## Zgromadzenia zakonne
- Zgromadzenie Małych Sióstr Niepokalanego serca Maryi (honoratki) – Gałusznice.
- Zespół Sióstr Franciszkanek Maryi Nieustającej Pomocy (franciszkanki od Cierpiących) – Draganówka.
- Zakon Braci Mniejszych (bernardyni) – Zbaraż.
- Zgromadzenie Sióstr Karmelitanek Dzieciątka Jezus (karmelitanki Dzieciątka Jezus) – Mikulińce.
- Siostry Franciszkanki Służebniczki Chrystusa (służebniczki NMP) – Skałat Stary.
- Zgromadzenie Sióstr Józefa Oblubieńca NMP (józefitki) – Tarnopol (parafia Bożego Miłosierdzia).

## Parafie
- Borki Wielkie (Великі Бірки) – parafia Nawiedzenia NMP (kościół dojazdowy).
- Chmieliska (Хмелиська) – par. Podwyższenia Świętego Krzyża (kościół dojazd.)
- Czarny Las (Чорний Ліс) – parafia Narodzenia NMP (kościół dojazdowy).
- Dorofijówka (Дорофіївка) – parafia św. Stanisława Kostki (kościół dojazdowy).
- Draganówka (Драганівка) – parafia MB Śnieżnej.
- Hałuszczyńce (Галущинці) – parafia Narodzenia św. Jana Chrzciciela.
- Jezierna (Озерна) – parafia NMP Różańcowej (kościół dojazdowy).
- Kaczanówka (Качанівка) – parafia św. Michała archanioła (kościół dojazdowy).
- Kołodziejówka (Колодіївка) – parafia św. Stanisława Kostki.
- Krasne (Красне) – parafia św. Antoniego (kościół dojazdowy).
- Krzemieniec (Кременець) – parafia św. Stanisława.
- Ładyczyn (Ладичин) – parafia Wniebowzięcia NMP (kościół dojazdowy).
- Mikulińce (Микулинці) – parafia Przenajświętszej Trójcy.
- Nastasów (Настасів) – parafia NMP Niepokalanie Poczętej (kościół dojazdowy).
- Nowosiółka Skałacka (Новосілка) – parafia MB Ostrobramskiej (kościół dojazdowy).
- Ostapie (Остап'є) – parafia NMP Nieustającej Pomocy (kościół dojazdowy).
- Petryków (Петриків) – parafia św. Apostołów Piotra i Pawła (kościół dojazdowy).
- Podwołoczyska (Підволочиськ) – parafia św. Zofii
- Połupanówka (Полупанівка) – parafia św. Józefa (kościół dojazdowy).
- Skałat (Скалат) – parafia św. Anny.
- Skałat Stary (Старий Скалат) – parafia bł. Jakuba Strzemię.
- Strusów (Струсів) – parafia św. Antoniego (kościół dojazdowy).
- Tarnopol (Тернопіль) – Par. Zmartwychwstania Chrystusa, (kaplica cmentarna dojazd.)
- Tarnopol (Тернопіль) – parafia Bożego Miłosierdzia i NMP Nieustającej Pomocy
- Tarnoruda (Тарноруда) – parafia św. Stanisława (kościół dojazdowy).
- Szumsk (Шумськ) – parafia Niepokalanego Poczęcia NMP (kościół dojazdowy).
- Zalesie (Залізці) – parafia Niepokalanego Poczęcia NMP (kościół dojazdowy).
- Zbaraż (Збараж) – parafia św. Antoniego Padewskiego.
- Żerebki (Жеребки) – parafia św. Apostołów Piotra i Pawła (kościół dojazdowy).